# Marquesat de Llupià
El Marquesat de Llupià és un títol nobiliari català atorgat el 4 de gener del 1702 pel rei Felip IV, en aquell moment, a favor d'Àngel Carles de Llupià i de Roger, noble català, fill de Carles de Llupià i de Vilanova-Tragó, senyor de Llupià, Vilarmilà, Castellnou, Bellpuig, Paracolls i Molig, assistent a les Corts de Barcelona
 del 1653.
El 1769, Joan Antoni Desvalls i d'Ardena, sisè marquès de Llupià i quart del Poal, es va casar amb Teresa de Ribes i d'Olzinelles, tercera marquesa d'Alfarràs. Va construir el laberint d'Horta, i juntament amb altres personalitats de l'època constituí la Conferència Física, una societat científica que s'ocupava de les ciències naturals i ciències exactes. Aquesta societat es transformà posteriorment en la Reial Acadèmia de Ciències Naturals i Arts, de la que en fou secretari i vicepresident. En la Guerra del Francès contribuí a la resistència contra les tropes napoleòniques amb béns propis.
El títol fou rehabilitat el 1985 pel rei Joan Carles I a favor de Lluís Desvalls i Trias (†1987), com a XII marquès de Llupià, IX marquès d'Alfarràs i V marquès del Poal.
El titular actual, des del 1989, és Carles Desvalls i Maristany.

## Marquesos de Llupià
|                                           | Titular                               | Període                        |
| Creat el 1702 pel rei Felip IV            | Creat el 1702 pel rei Felip IV        | Creat el 1702 pel rei Felip IV |
| ----------------------------------------- | ------------------------------------- | ------------------------------ |
| I                                         | Àngel Carles de Llupià i de Roger     | 1702 - 1735                    |
| II                                        | Francesc de Llupià i de Roger         | 1751 - ?                       |
| III                                       | Josep Francesc de Llupià i Marimon    | ? - 1762                       |
| IV                                        | Marià de Llupià i Rocabertí           | 1762 - 1763                    |
| V                                         | Maria Manuela d'Ardena i de Llupià    | 1775 - 1790                    |
| VI                                        | Joan Antoni Desvalls i d'Ardena       | 1790 - 1820                    |
| VII                                       | Antoni Miquel Desvalls i Ribas        | 1820 - 1823                    |
| VIII                                      | Joaquim Desvalls i de Sarriera        | 1823 - 1883                    |
| IX                                        | Joan Baptista Desvalls i de Ribes     |                                |
| X                                         | Lluís Desvalls i Fort de Saint-Maurin | ? - 1884                       |
| XI                                        | Joan Baptista Desvalls i d'Amat       | 1884 - 1985                    |
| Rehabilitat el 1985 pel rei Joan Carles I |                                       |                                |
| XII                                       | Lluís Desvalls i Trias                | 1985 - 1987                    |
| XIII                                      | Carles Desvalls i Maristany           | 1989 - actualitat              |

## Història dels marquesos de Llupià
- Àngel Carles de Llupià i de Roger (†1735), I marquès de Llupià, senyor de Castellnou, Paracolls, Bellpuig, Prunet, Queixàs, Cameles, Sant Miquel de Llotes, Molig, Rocacrespa, Campome, Llupiá, Gallifa, Coma i Vilarmilà, Cavaller de Sant Joan. Va participar en les Corts del 1701 y 1705. Braços del Principat, 1713.

El va succeir el 1751, el seu germà:
- Francesc de Llupià i de Roger, II marqués de Lupiá, baró de Castellnou, de Bellpuig, de Paracolls, senyor de Molig, Vilarmilà, Campome, Vespella, Segur, carlà de Cubells i de Montpalau. Capità del Regiment de Cavalleria de Sagunt. Cavaller de Santiago. Va participar en les Corts del 1705.[1]

El va succeir el seu fill:
- Josep Francesc de Llupià i Marimon (1729 - 1762), III marquès de Llupià.

El va succeir el seu fill:
- Marià de Llupià i Rocabertí (1758 - 1763), IV marquès de Llupià.

El va succeir el 22 de febrer del 1775:
- María Manuela d'Ardena i de Llupiá (f. el 1790), V marquesa de Llupià.

1. Es va casar amb Francesc Desvalls i d'Alegre[10]

El va succeir el seu fill:
- Joan Antoni Desvalls i d'Ardena (1740 - 1820), VI marquès de Llupià i III marquès del Poal.

1. Es va casar amb María Teresa de Ribas i d'Olzinellas, III marquesa d'Alfarràs

El va succeir el seu fill:
- Antoni Miquel Desvalls y Ribas, VII marquès de Llupià, IV marquès d'Alfarràs.

El va succeir el seu fill:
- Joaquim Desvalls i de Sarriera (n. el 1803), VIII marquès de Llupiá, V marquès d'Alfarrás. Sense descendència.

El va succeir el germà del seu pare, el VII marquès. Per tant, el seu oncle carnal:
- Joan Baptista Desvalls i de Ribas (n. el 1775), IX marquès de Llupià.

El va succeir el seu fill:
- Lluís Desvalls i Fort de Saint-Maurin, X marquès de Llupià i VI marquès d'Alfarràs.

1. Es va casar amb María Mercè d'Amat i de Sarriera.

El va succeir, per cessió inter vivos del 25 de novembre del 1884, el seu fill primogènit:
- Joan Baptista Desvalls i d'Amat (n. 1858), XI marquès de Llupià i VII marquès d'Alfarràs, IV marquès del Poal.

Rehabilitat el 1985 a favor de:
- Lluís Desvalls i Trias (†1987), XII marquès de Llupià, IX marquès d'Alfarràs i V marquès del Poal.

1. Es va casar amb Margarida Maristany i Manén (1906 - ?).

En el Marquesat d'Alfarràs fou succeït, el 24 de novembre del 1988, pel seu fill primogènit, Lluís Desvalls i Maristany (1931 -), X marquès d'Alfarràs.
En el Marquesat del Poal fou succeît, el 16 de gener del 1990, pel seu fill Joan Manuel Desvalls i Maristany, VI marquès del Poal.
En el Marquesado de Llupiá fou succeït el 14 de novembre del 1989, pel seu fill:
- Carles Desvalls i Maristany (n. 1936), XIII marquès de Llupià, farmacèutic.

1. Es va casar, el 1963, amb María Victòria Vázquez Herrero (n. 1938); d'aquest matrimoni van néixer tres fills: Carles (n. 1964), Gonçal (n. 1967) i Maria Victòria (n. 1975)

Actual titular.

## Armes
Escut quarterat: 1r. i 4t. de gules, un mont floronat d'or; 2n. i 3r. d'or, una creu patent, claviculada, buidada i pomejada de gules.